# Kababina colemani
Kababina colemani är en spindelart som beskrevs av Davies 1995. Kababina colemani ingår i släktet Kababina och familjen Amphinectidae.
Artens utbredningsområde är Queensland. Inga underarter finns listade i Catalogue of Life.